# 알라에드 FC
알라에드 FC(아랍어: نادي الرائد)은 사우디아라비아에 위치한 부라이다를 연고로 하는 축구팀이다. 이 팀은 1954년에 창단하였다.

## 선수 명단

### 현역
참고: FIFA 자격 규정에 따라 소속된 국가대표팀 국기를 표시합니다. 선수는 복수의 FIFA 비회원국 국적을 가지고 있을 수 있습니다.
| 번호 | 포지션 | 국적   | 이름            |
| ---- | ------ | ------ | --------------- |
| 7    | MF     | 알제리 | 아미르 사유드   |
| 8    | MF     |        | 마티아스 노르만 |

| 번호 | 포지션 | 국적 | 이름 |
| ---- | ------ | ---- | ---- |

## 역대 감독
| 감독        | 임기        |
| ----------- | ----------- |
| 파블로 마친 | 2021 ~ 2022 |